# Františkov nad Ploučnicí
Obec Františkov nad Ploučnicí (německy Franzenthal-Ulgersdorf, do roku 1948 česky Františkov-Oldřichov) se nachází v okrese Děčín v Ústeckém kraji. Žije v ní 392 obyvatel.

## Historie
První písemná zmínka o vsi Františkov (Franzenthal) pochází z roku 1708.  V roce 1708 byly na pozemcích, které pro výstavbu poskytl hrabě Josef František Thun, vybudováno prvních pět domů a osada byla pojmenována po tomto majiteli panství. Oficiální název „Františkov nad Ploučnicí“ získala obec až v roce 1961.

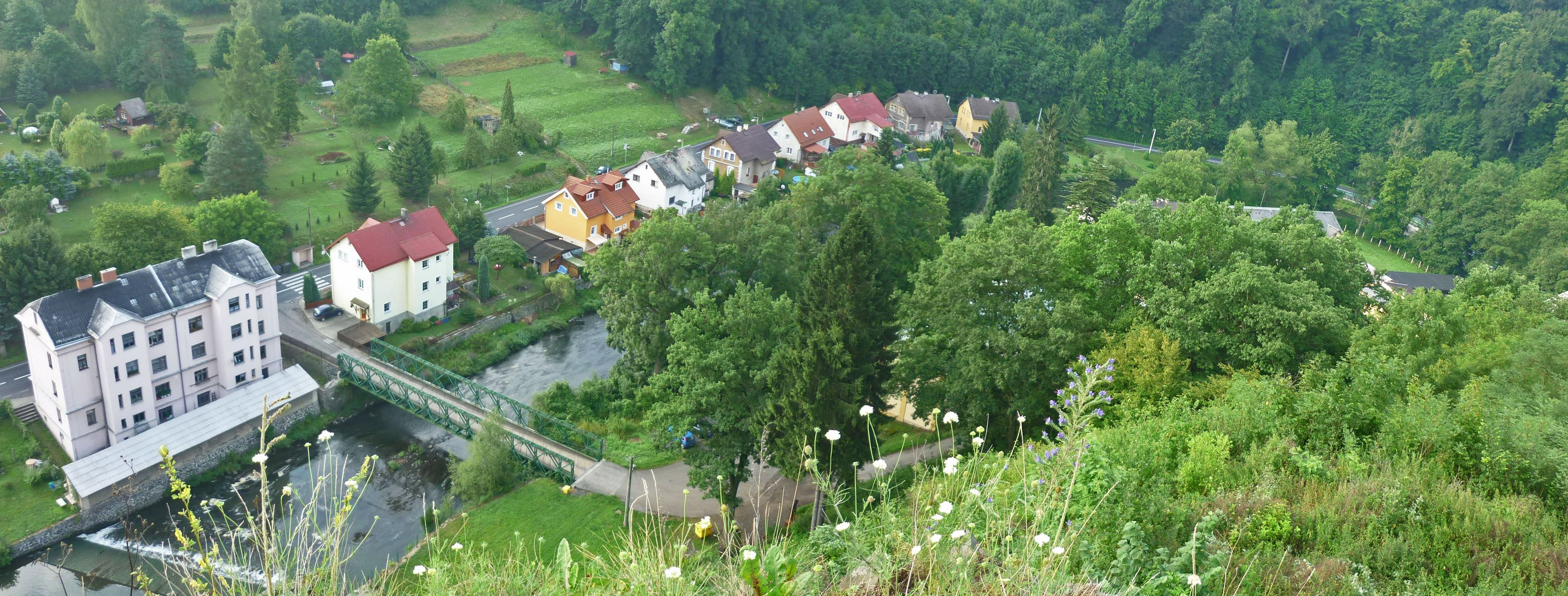
Pohled z hradu Ostrého do údolí

Prvním sídlem na katastrálním území Františkova nad Ploučnicí byl hrad Ostrý (Scharfenstein), který na čedičovém ostrohu ve výšce 533 m n. m. nad řekou Ploučnicí založili Markvarticové kolem roku 1250. V době kolem poloviny 15. století vznikla na pravém břehu řeky ves Oldřichov (Ulgersdorf) a první zmínka o osadě Mlatce (Josefswille) je z roku 1570, kde zde byla založena ovčárna. V letech 1850–1904 byla správním centrem pro všechny osady pod hradem Ostrý Novina (Neuland), založená v roce 1787. V roce 1930 byla Novina přičleněna k Benešovu. v letech 1868–1869 byla na levém břehu Ploučnice založena firmou Friedrich Mattausch und Sohn dělnická kolonie Theresienthal (Terezino údolí). Jako poslední byla v roce 1957 pod správu Františkova zařazena dolní část Valkeřic (někdejšího Algersdorfu).

## Znak a vlajka
6. června 2017 byly obci uděleny znak a vlajka. Štít znaku je polcený, v pravé části dělený na horní stříbro-černé pole. V dolní pravé části znaku je v červeném poli stříbrný lev. Levé části štítu dominuje věž s cimbuřím, pod níž je v kosmém vlnitém břevnu umístěn tkalcovský člunek, připomínající historii místního průmyslu a s ním spojený vznik obce. Tyto barvy (tinktury) a figury se opakují i na vlajce.

## Obyvatelstvo
| | 1869 | 1880 | 1890 | 1900 | 1910  | 1921 | 1930  | 1950 | 1961 | 1970 | 1980 | 1991 | 2001 | 2011 |
| --- | ---- | ---- | ---- | ---- | ----- | ---- | ----- | ---- | ---- | ---- | ---- | ---- | ---- | ---- |
| Obyvatelé | 636  | 672  | 963  | 942  | 1 099 | 974  | 1 084 | 679  | 623  | 557  | 478  | 393  | 366  | 355  |
| Domy | 62   | 67   | 83   | 90   | 101   | 105  | 122   | 115  | 115  | 107  | 102  | 98   | 114  | 113  |
| Tabulka zahrnuje údaje osady Oldřichov a v letech 1869–1980 také Theresienthal. Data z roku 1961 zahrnují i domy místní části Mlatce. |      |      |      |      |       |      |       |      |      |      |      |      |      |      |

## Pamětihodnosti
- Zřícenina hradu Ostrý
- Socha svatého Jana Nepomuckého
- Venkovské usedlosti čp. 65, 248 a 257
- Dělnická kolonie (domy čp. 101–114)[10]

## Části obce
- Františkov nad Ploučnicí (k. ú. Františkov nad Ploučnicí a Oldřichov nad Ploučnicí)
- Mlatce (k. ú. Františkov nad Ploučnicí)

## Galerie

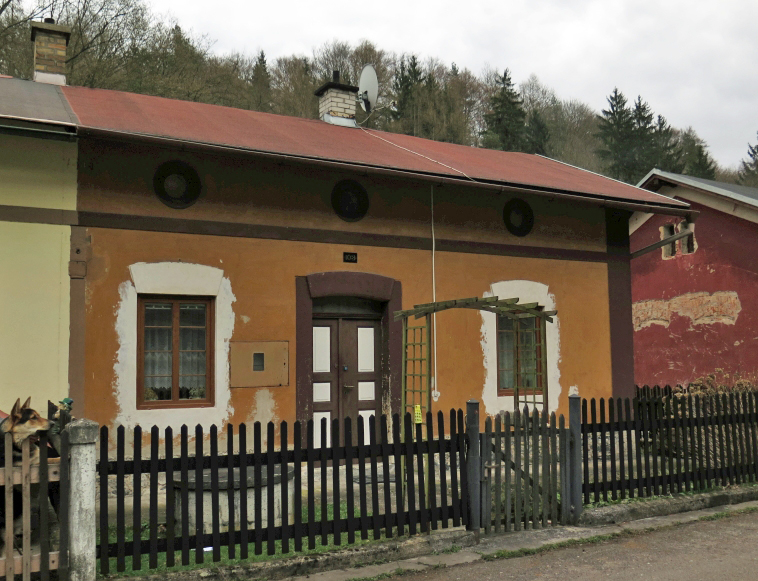
Jeden z domků v památkově chráněné dělnické kolonii
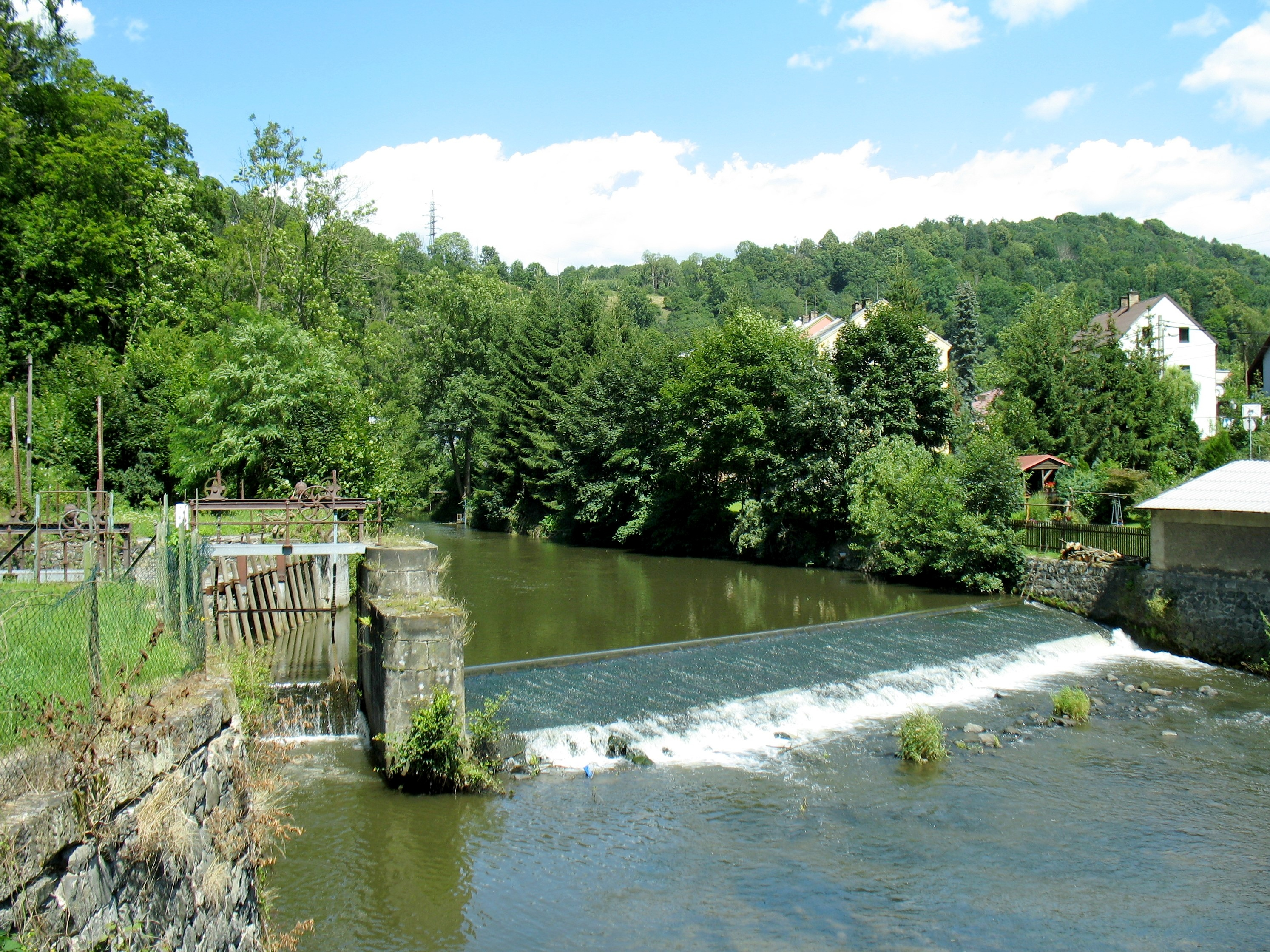
Ploučnice pod hradem Ostrý
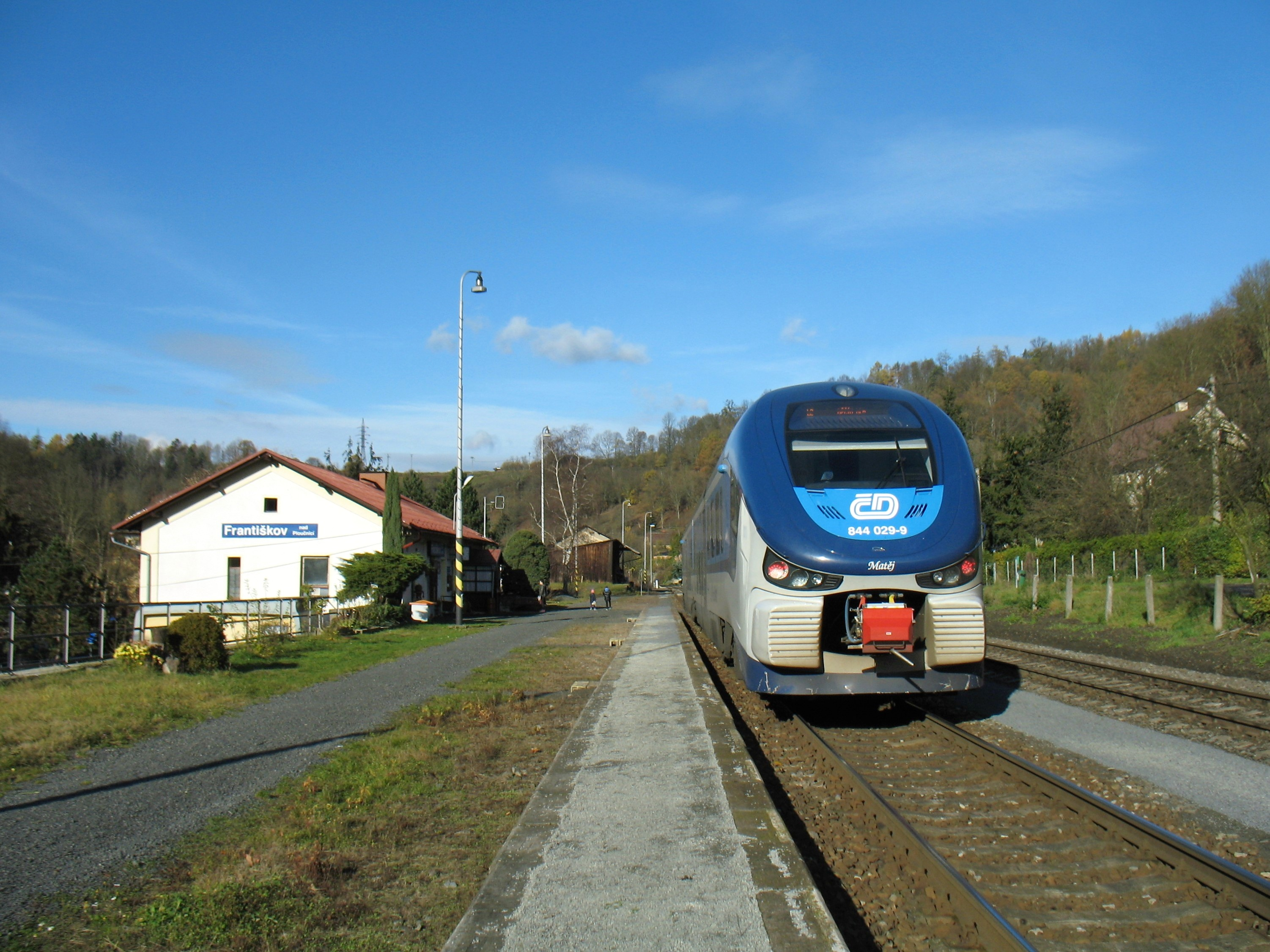
Železniční stanice
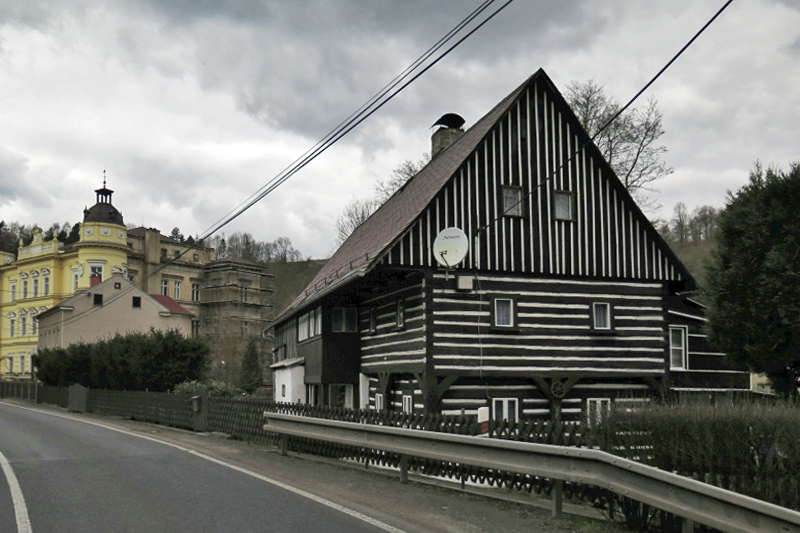
Roubený podstávkový dům čp. 65
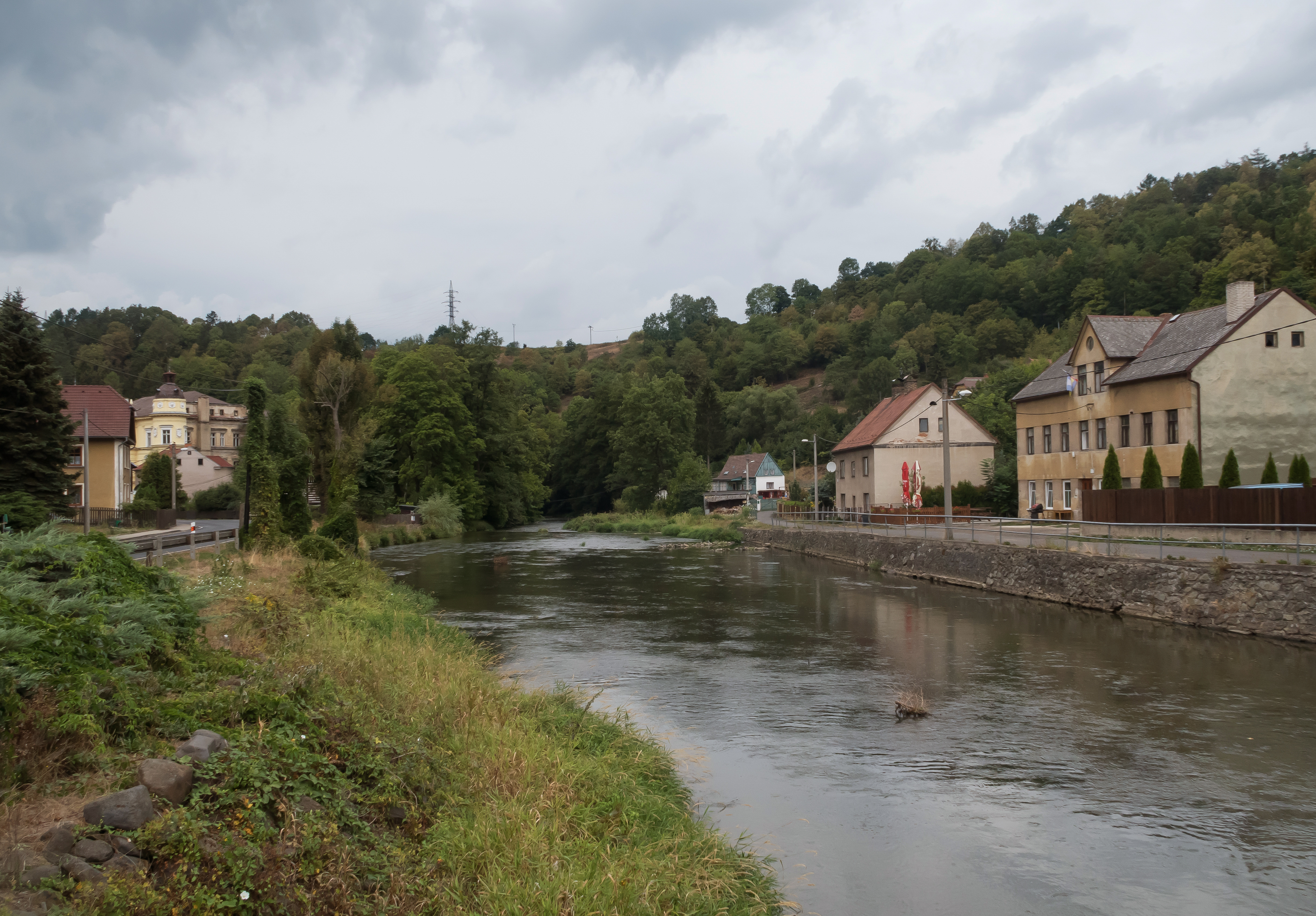
Domy v údolí řeky Ploučnice